# Motion Picture (magazyn)
Motion Picture – amerykański miesięcznik, skupiający się na przemyśle filmowym, publikowany w latach 1911–1977 w Nowym Jorku. Uznawany jest za pierwszy magazyn dla fanów.

## Historia
Magazyn został założony w 1911 z inicjatywy Jamesa Stuarta Blacktona, współzałożyciela wytwórni filmowej Vitagraph Studios, i Eugene’a V. Brewstera pod nazwą „The Motion Picture Story Magazine”. Pierwszy numer ukazał się na rynku w lutym tego samego roku. W przeciwieństwie do wcześniejszych magazynów branżowych, jak „The Moving Picture World”, które były skierowane do wystawców filmowych, „The Motion Picture Story Magazine” odwoływał się do kinomanów. Został uznany za pierwszy magazyn dla fanów.
Piszący dla czasopisma otrzymywali czeki za wkład niemal natychmiast po akceptacji ich artykułów, co było polityką stosowaną przez Brewstera, która okazywała się skuteczna w szybkim nakłanianiu najwyższej klasy autorów literatury do związania się z magazynem. Wśród nich byli m.in. Horatio C. King, Rex Beach i Will Carleton. W najbardziej znanej kolumnie czasopisma – zatytułowanej „The Answer Man” (pisanej przez kobietę) – udzielano odpowiedzi na pytania czytelników dotyczące świata filmu. Forma ta została uznana za innowacyjną i była, zdaniem Roberta Grau, autora książki The Theatre of Science A Volume of Progress and Achievement in the Motion Picture Industry (1914), pierwszym tego typu rozwiązaniem zastosowanym w dziennikarstwie.
W 1914 skrócono nazwę czasopisma do „Motion Picture Magazine”. W początkowych latach działalności pismo skupiało się na fikcji oraz informacji o tym, jak zaangażować się w produkcję filmową. Z czasem magazyn poświęcał większą uwagę życiu gwiazd, przyciągając tym samym znaczniejsze zainteresowanie kobiet. W 1919 nakład „Motion Picture Magazine” zanotował wzrost z 248 tys. 845 do 400 tys.
Na fali wzrostu zainteresowania magazynem, uruchomiono jego siostrzany dodatek – „Motion Picture Classic”, który ukazywał się od 1915 do 1931, kiedy to zmienił nazwę na „Movie Classic”. Jego publikację przerwano w 1937. Z kolei „Motion Picture Magazine” ukazywał się do 1977.

## Galeria

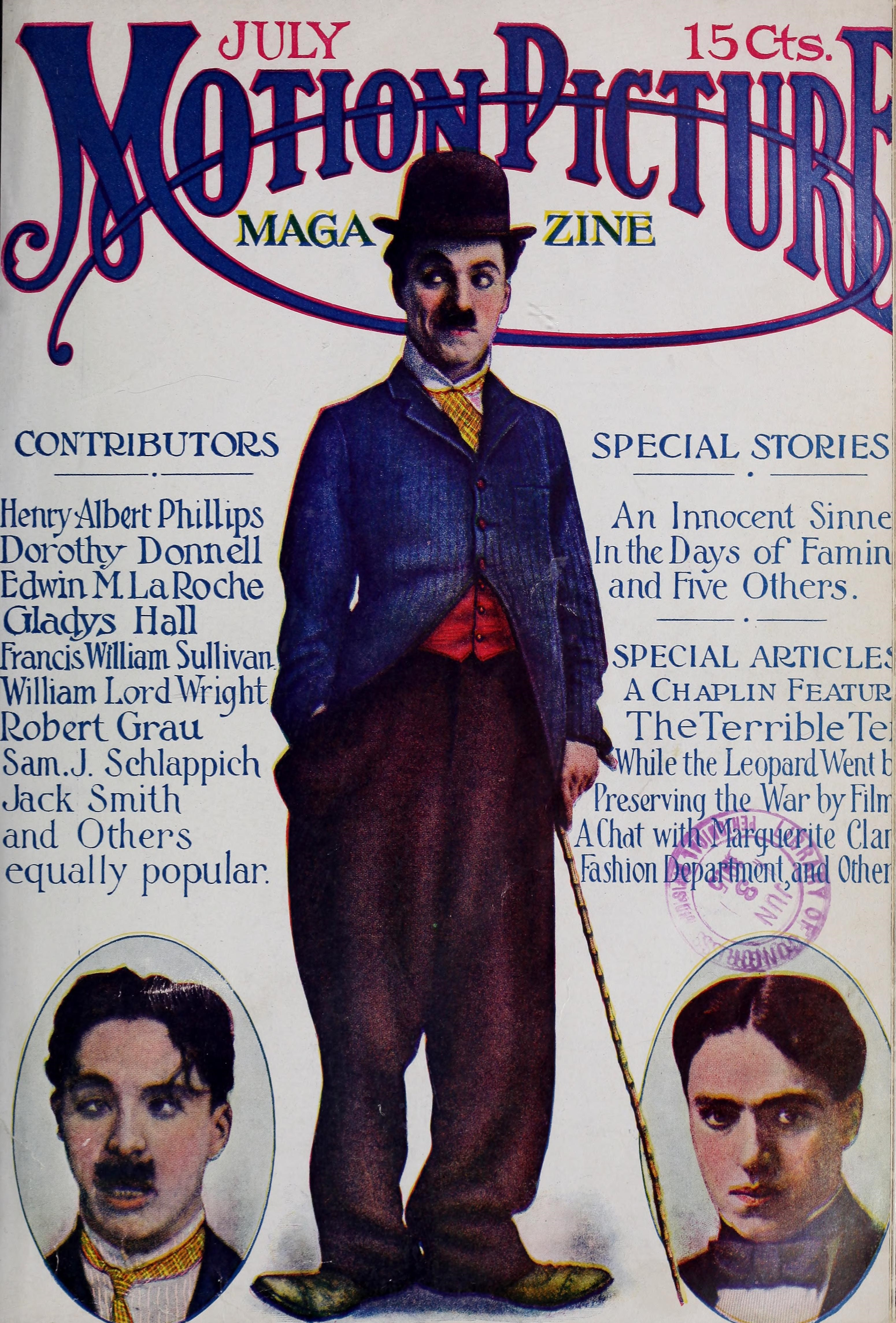
Charlie Chaplin (lipiec 1915)
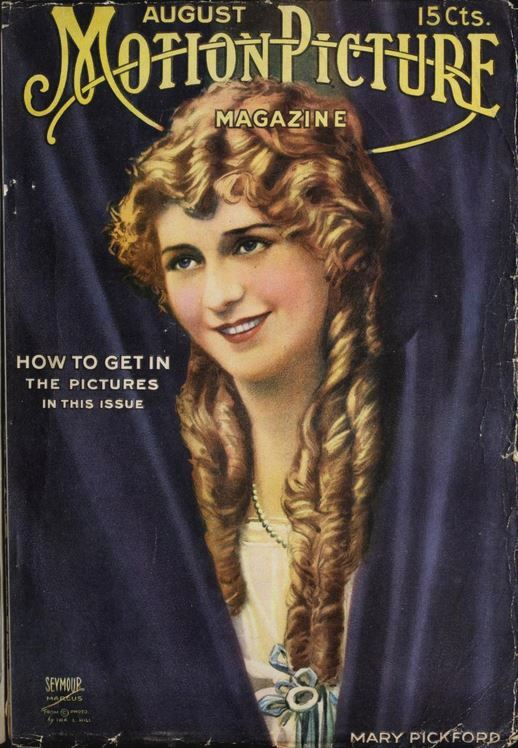
Mary Pickford (sierpień 1916)
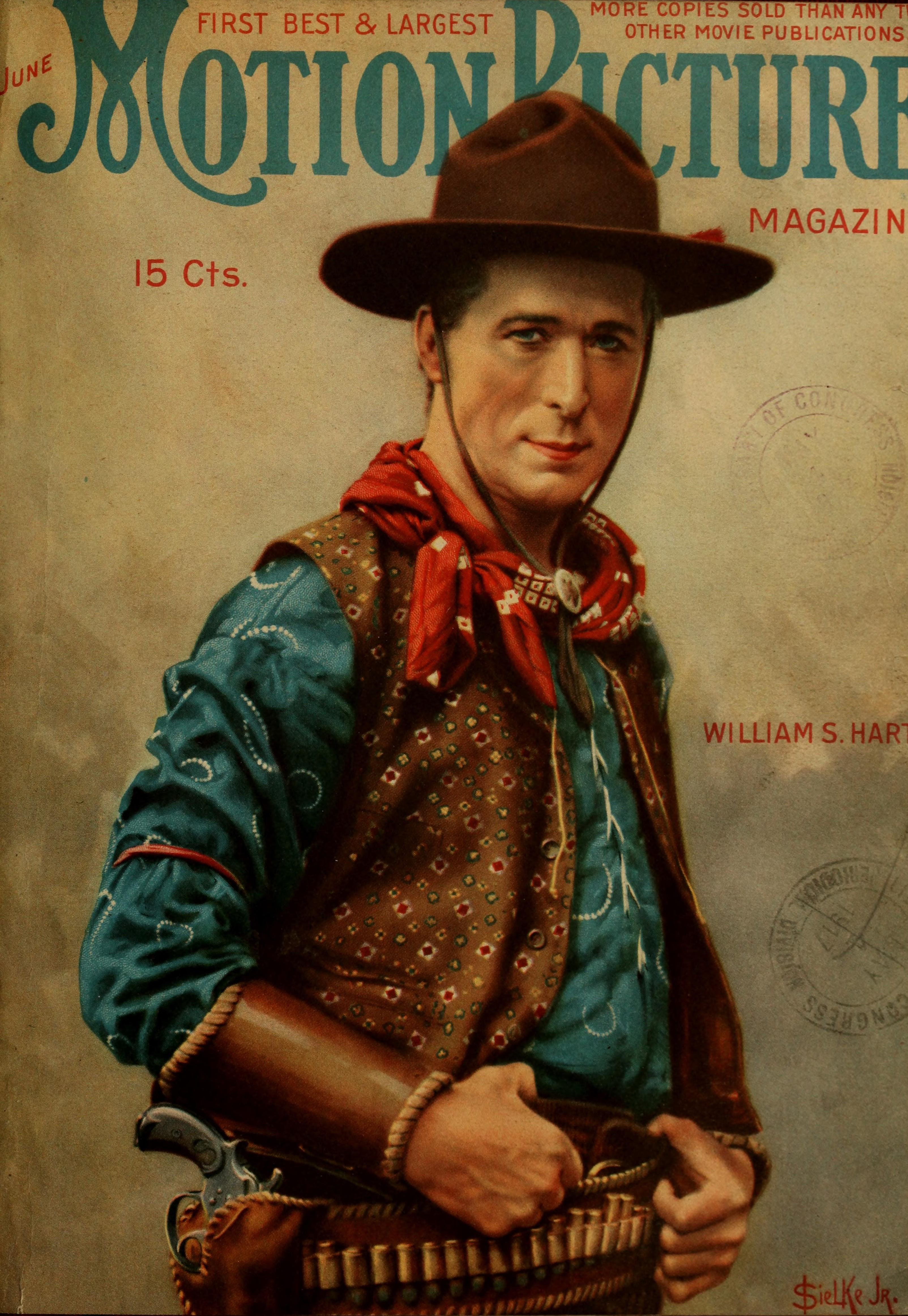
William S. Hart (czerwiec 1917)
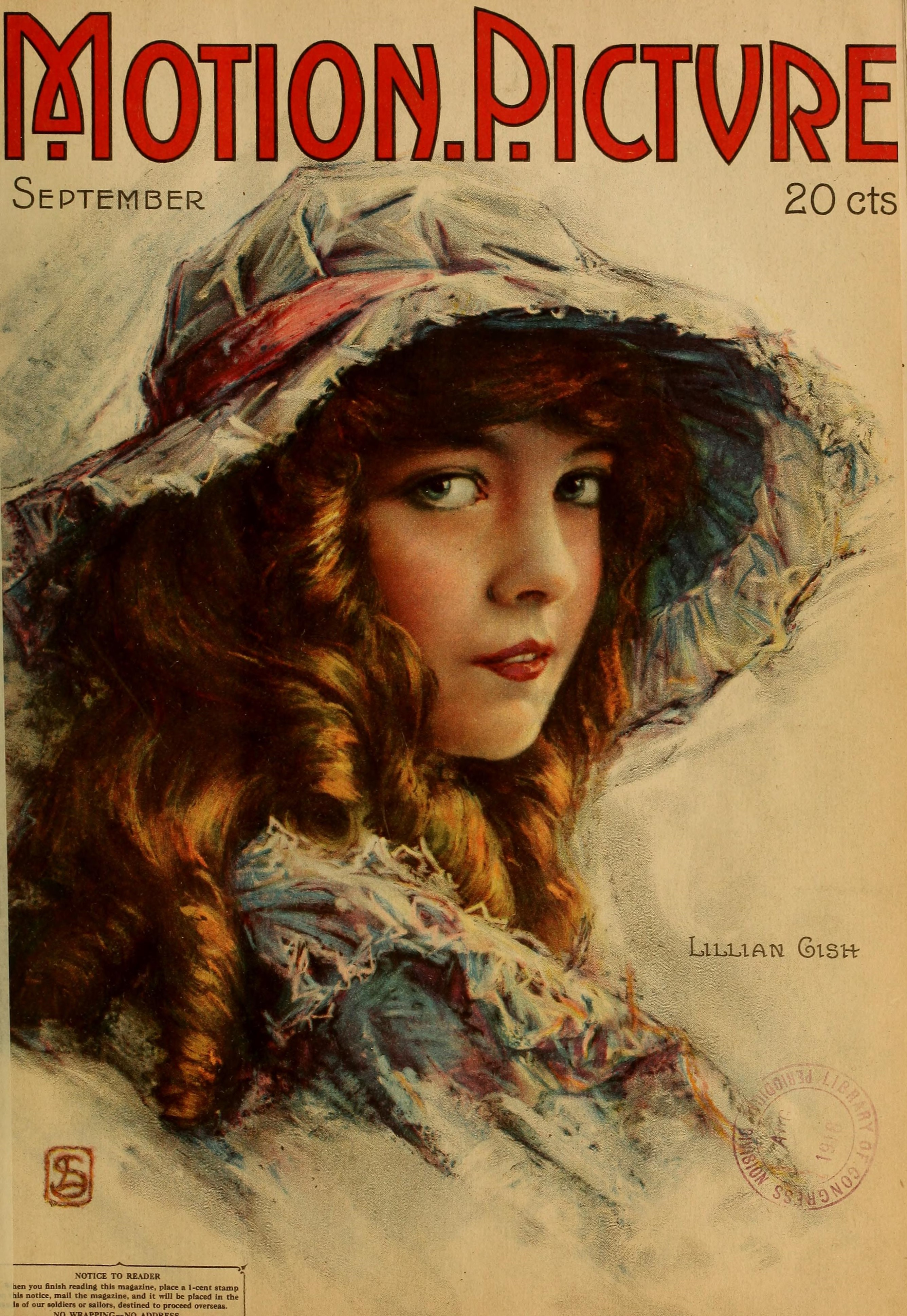
Lillian Gish (wrzesień 1918)
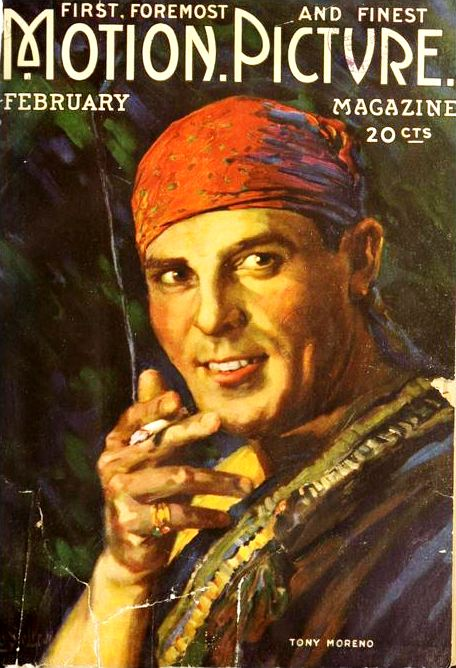
Antonio Moreno (luty 1920)
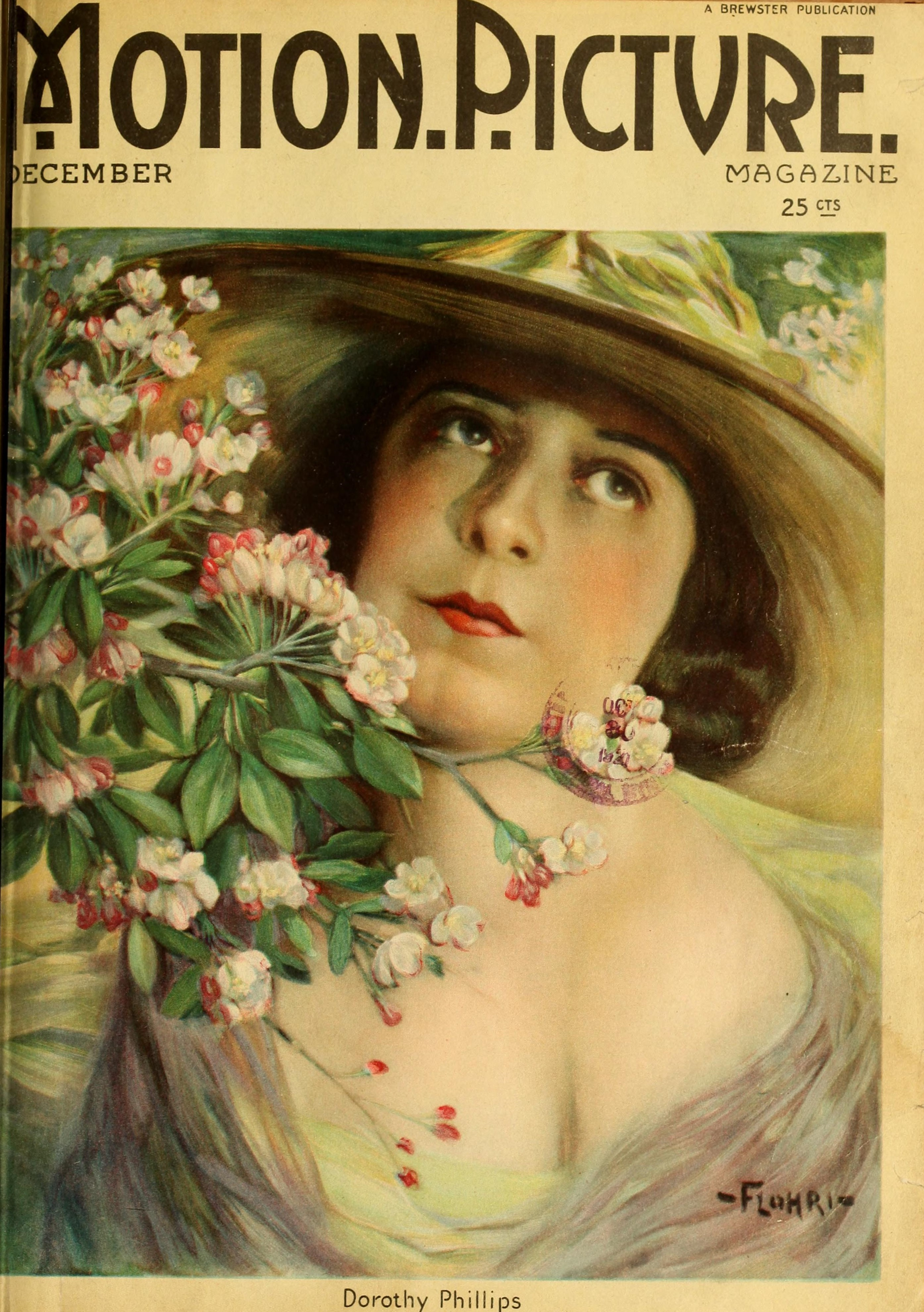
Dorothy Phillips (grudzień 1921)
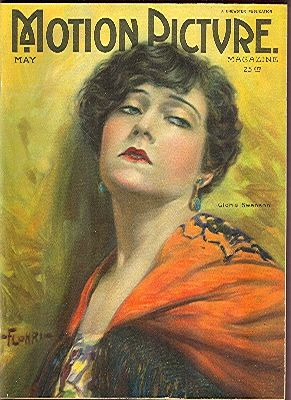
Gloria Swanson (maj 1922)
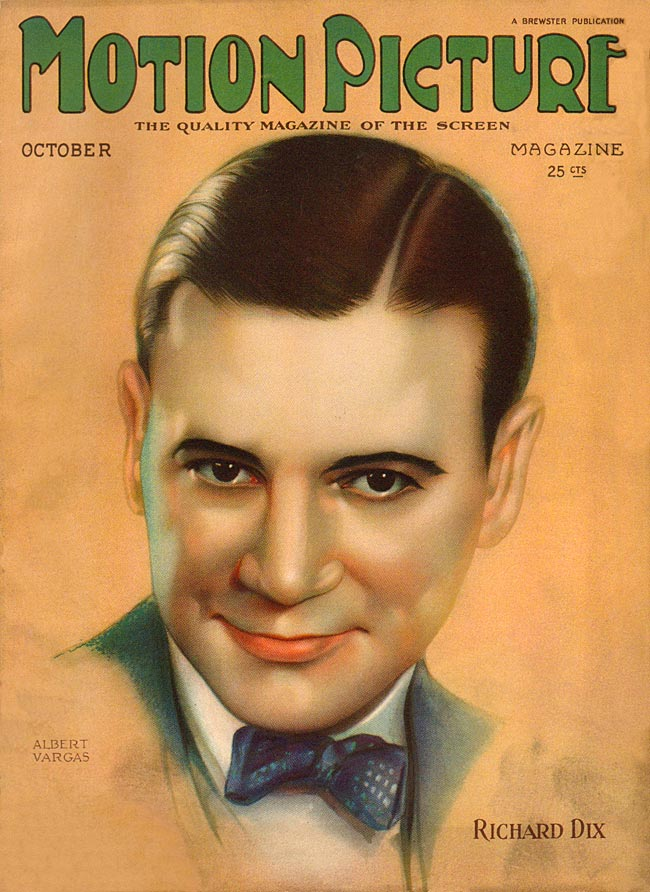
Richard Dix (październik 1924)
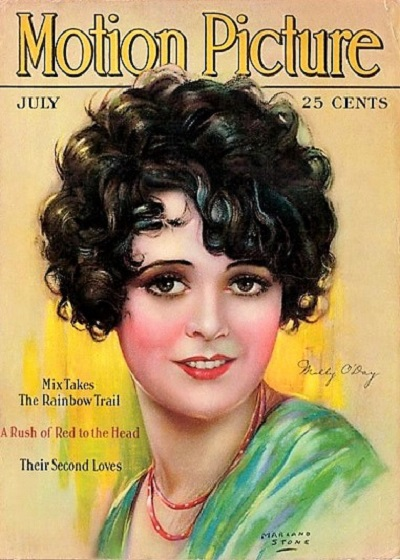
Molly O’Day (lipiec 1928)
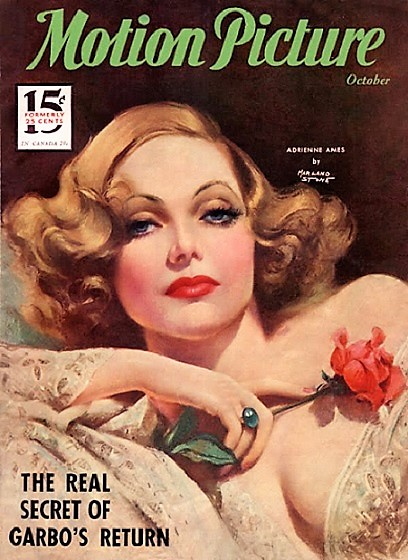
Adrienne Ames (październik 1933)
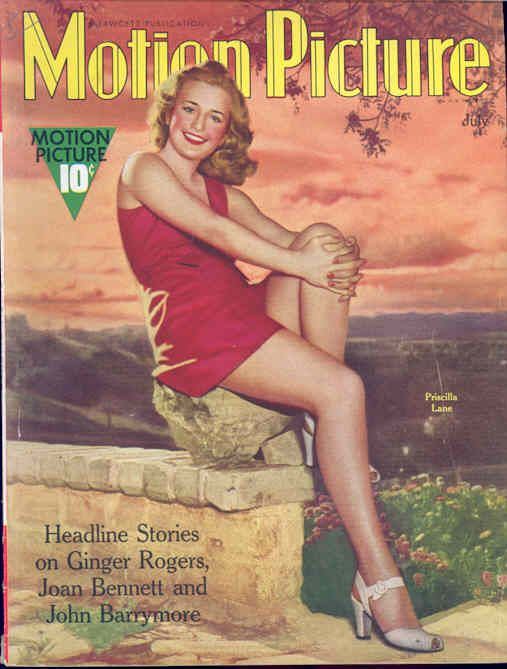
Priscilla Lane (lipiec 1938)
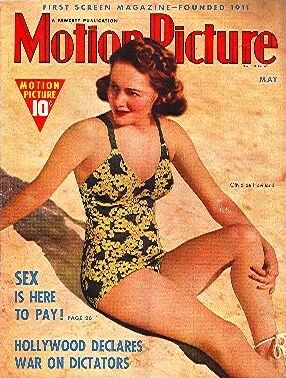
Olivia de Havilland (maj 1939)
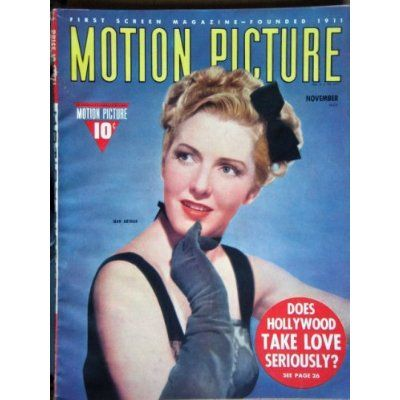
Jean Arthur (listopad 1939)
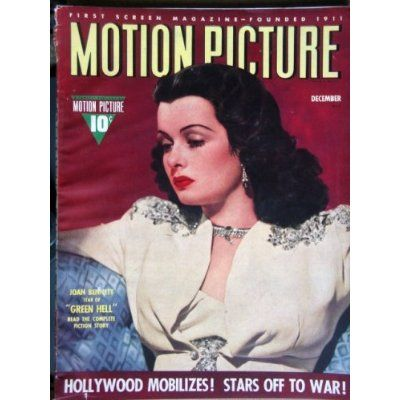
Joan Bennett (grudzień 1939)
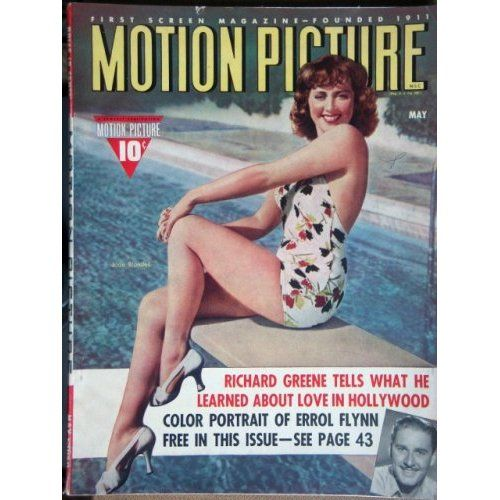
Joan Blondell (maj 1940)
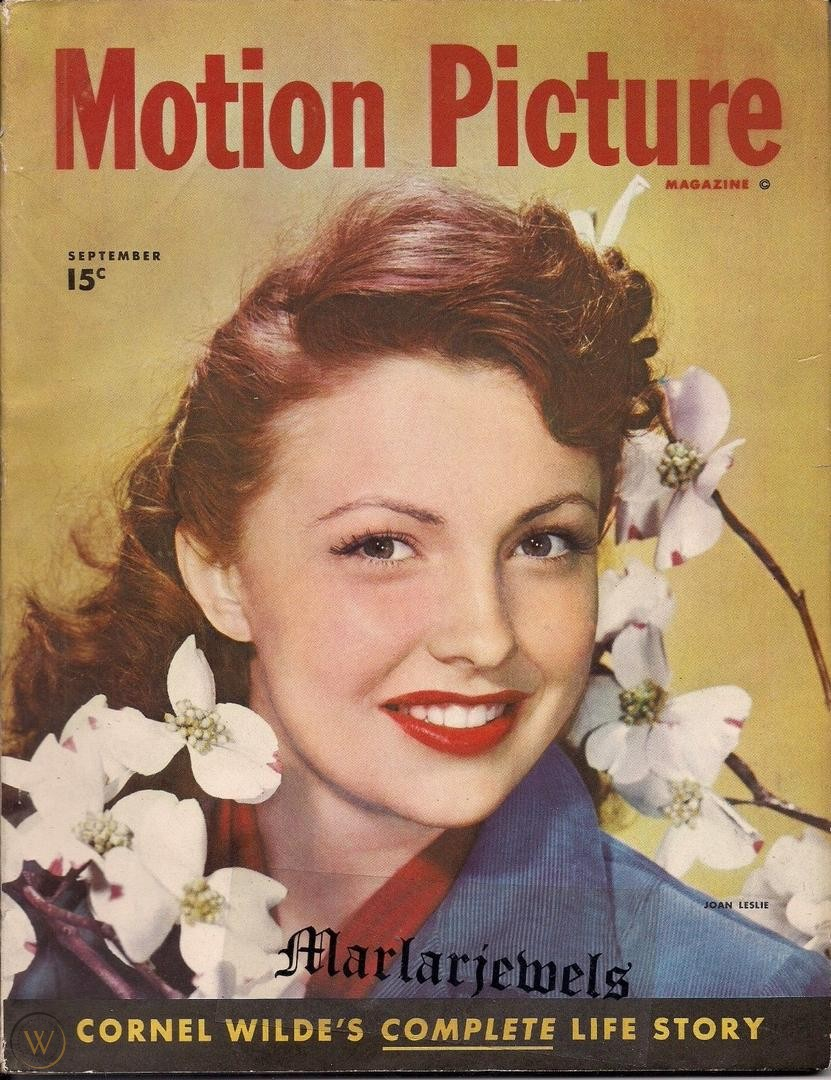
Joan Leslie (wrzesień 1946)